# ТЕС Куяба
15°40′41″ пд. ш. 56°1′12″ зх. д. / 15.67806° пд. ш. 56.02000° зх. д.
ТЕС Куяба – теплова електростанція на півдні Бразилії у штаті Мату-Гросу-ду-Сул.
У 1999 – 2002 році на майданчику станції ввели в експлуатацію парогазовий блок комбінованого циклу потужністю 528 МВт. У ньому працюють дві газові турбіни потужністю по 167 МВт, які через котли-утилізатори живлять одну парову турбіну з показником 194 МВт (щоб досягти останнього, котли-утилізатори обладнані додатковими пальниками).
ТЕС розрахована на споживання природного газу, який надходить з Болівії по газопроводу Сан-Мігель – Куяба. Перебої з поставками палива могли призводити до тривалих простоїв станції, так, в 2018-му вона зупинилась та не працювала більше року.
Видача продукції відбувається по ЛЕП, розрахованій на роботу під напругою 138 кВ.